# Crenicichla anthurus
Crenicichla anthurus är en fiskart som beskrevs av Cope 1872. Crenicichla anthurus ingår i släktet Crenicichla och familjen Cichlidae. Inga underarter finns listade i Catalogue of Life.